# Флаг Алманчинского сельского поселения
Флаг муниципального образования Алманчинское сельское поселение Красноармейского района Чувашской Республики Российской Федерации — опознавательно-правовой знак, служащий официальным символом муниципального образования.
Флаг утверждён 8 сентября 2010 года и внесён в Государственный геральдический регистр Российской Федерации с присвоением регистрационного номера 7006.

## Описание
«Прямоугольное полотнище с отношением ширины к длине 2:3, воспроизводящее композицию герба Алманчинского сельского поселения в синем, жёлтом, белом и красном цветах».
Геральдическое описание герба гласит: «В лазоревом и золотом поле, скошенном чертой, у краёв загнутой против хода солнца, серебряный в лазури, лазоревый в золоте дракон с червлёными языком и когтями, протянувший вперёд правую лапу, на которой поставлен червлёный сноп из цветов и пшеничных колосьев».

## Обоснование символики
Флаг составлен на основании герба Алманчинского сельского поселения Красноармейского района, по правилам и соответствующим традициям вексиллологии, и отражает исторические, культурные, социально-экономические, национальные и иные местные традиции.
Центральной фигурой флага является дракон, переменяющий цвета с белого на голубой, с красным языком и когтями, поддерживающий правой лапой красный сноп хлебных колосьев.
Во многих мифологиях дракон связывался обычно с плодородием и водной стихией, в качестве хозяина которой он выступал.
Связь дракона с водой, урожаем и плодородием осмысливается таким образом, что дракон выступает как воплощение положительного начала, как помощник, дающий людям воду и богатства, символом силы, правосудия и благополучия. Так в древнекитайской мифологии крылатый дракон помогает герою — он тащит по земле свой хвост и тем самым определяет пути, по которым нужно прорыть каналы для водоснабжения. К слою древнейших представлений относятся и мифы о небесном змее селен, дарующем чадородие.
В древнетюркских енисейских памятниках «голубое небо» названо «крышей над миром», где ежедневно рождаются солнце и луна, что отражено на флаге голубым, белым, жёлтым и красным цветами. В чувашской вышивке есть большая любовь к жёлтому и красному цвету. Это также связано, прежде всего, с солнцем и растительностью.
Одновременно культ водоёмов, связывавшийся с драконом, и голубой цвет полотнища олицетворяют реку Цивиль, протекающую на границе поселения, и располагавшейся на ней ГЭС в 1930—1960 годах.
Красный язык дракона в виде стрелы и сноп хлебных колосьев символизирует стремление жителей к трудолюбию и процветанию.